# Xacriabás
Los xacriabás (AFI: [ʃɐˌkɾi.ɐˈba]) o chacriabás son un pueblo indígena que habita en el estado de Minas Gerais, en Brasil. Su asentamiento más importante e la Tierra Indígena Xacriabá Rancharía, localizada en el municipio de São João das Missões.

## Historia
Antiguamente los xacriabás vivían en el valle del Tocantins, donde eran conocidos como acroás; en el noreste de Goiás y a lo largo de la margen izquierda del rio San Francisco, hasta Bahía, donde eran llamados "coroás". Hablaban una lengua de las familia ye, estrechamente relacionada con el idioma xavante, del grupo central de la familia Ye.
En 1695 el colonizador Matias Cardoso de Almeida atacó a los xacriabás matando a centenas de ellos y construyó un poblado y una iglesia. En 1.726, Januário Cardoso de Almeida, hijo de Matias, "donó" a los xacriabás unas tierras en la orilla del rio Itacarambí, para que trabajaran para él, no se dispersaran y fueran catequizados por sacerdotes. Desde comienzos del siglo XIX este territorio comenzó a ser invadido por colonos y hacendados. La ley de la Tierra de 1.850 determinó que las tierras donas a los xacriabás se consideraban "Baldíos".
Em 1927, los hacendados construyeron cercas en el territorio xakriabá y obligaron a varios indígenas a trabajar en la construcción. Los xakriabá, indignados con la invasión de sus tierras y el trabajo forzado, incendiaron la cerca. Los hacendados reaccionaron con violencia y varios indios fueron muertos. En 1940 al exigir una nueva ley un registro de compra de la tierra, el área fue nuevamente considerada como baldío.
Los xacribás se organizaron y lograron que en 1978 la Fundação Nacional do Índio (Funai) creara un Grupo Técnico (GT) para identificar la tierra xakriabá, que fue demarcada parcialmente y homologada en 1987. En 2000 fue incluida en ella el área de Rancharía.
Actualmente en la Tierra Xacriabá Rancharía hay 22 aldeas y 4 subaldias. Cada una tiene un líder escogido por los integrantes de la respectiva comunidad, que la representa y forma parte del Consejo de Representantes.